# Olga
Olga  es un nombre propio femenino de origen escandinavo Helga, derivado en su forma rusa Olga. Significa "Aquella que es invulnerable" o "Aquella que es inmortal".

## Santoral
11 de julio.